# ÖkoDAX
ÖkoDAX  était un indice de marché boursier allemand qui comprenait cinq entreprises dans le secteur des énergies renouvelables. Les sociétés le constituant étaient évaluées trimestriellement. Le calcul de l'ÖkoDAX a été interrompu le 30 juillet 2021.

## Coefficients
ÖkoDAX comprenait des sociétés cotées sur XETRA. Sa dernière composition et ses pondérations se présentent comme ci-dessous : 
| Nom                     | Pondération au 11 septembre 2021 |
| ----------------------- | -------------------------------- |
| CropEnergies            | 15.31 %                          |
| Nordex AG               | 18.16 %                          |
| PNE Wind (de)           | 15.29 %                          |
| SFC Energy (de)         | 19.22 %                          |
| SMA Solar Technology AG | 15.26 %                          |
| Verbio                  | 16.76 %                          |

## Historique
Il a été constitué le 4 juin 2007.